# Gare de Noyelles-sur-Mer
Ne doit pas être confondu avec Gare de Noyelle-Vion.
La gare de Noyelles-sur-Mer est une gare ferroviaire française de la ligne de Longueau à Boulogne-Ville et du Chemin de fer de la baie de Somme (CFBS), située sur le territoire de la commune de Noyelles-sur-Mer, dans le département de la Somme, en région Hauts-de-France.
Elle est mise en service en 1847 par la Compagnie du chemin de fer d'Amiens à Boulogne, avant de devenir une gare de la Compagnie des chemins de fer du Nord. Elle est intégrée dans le réseau de la Société nationale des chemins de fer français (SNCF) en 1938. Elle offre la particularité d'être aussi une gare d'échanges entre le réseau national à écartement standard et le réseau secondaire à écartement métrique, et surtout d'avoir vu ces installations, dont les premières ont été ouvertes en 1887, continuer d’exister, du fait de la création du Chemin de fer de la baie de Somme (CFBS) qui les a sauvegardé pour des circulations historiques et touristiques.
C'est une gare de la Société nationale des chemins de fer français (SNCF), desservie par des trains régionaux du réseau TER Hauts-de-France. Elle est également desservie par les trains touristiques du CFBS.

## Situation ferroviaire

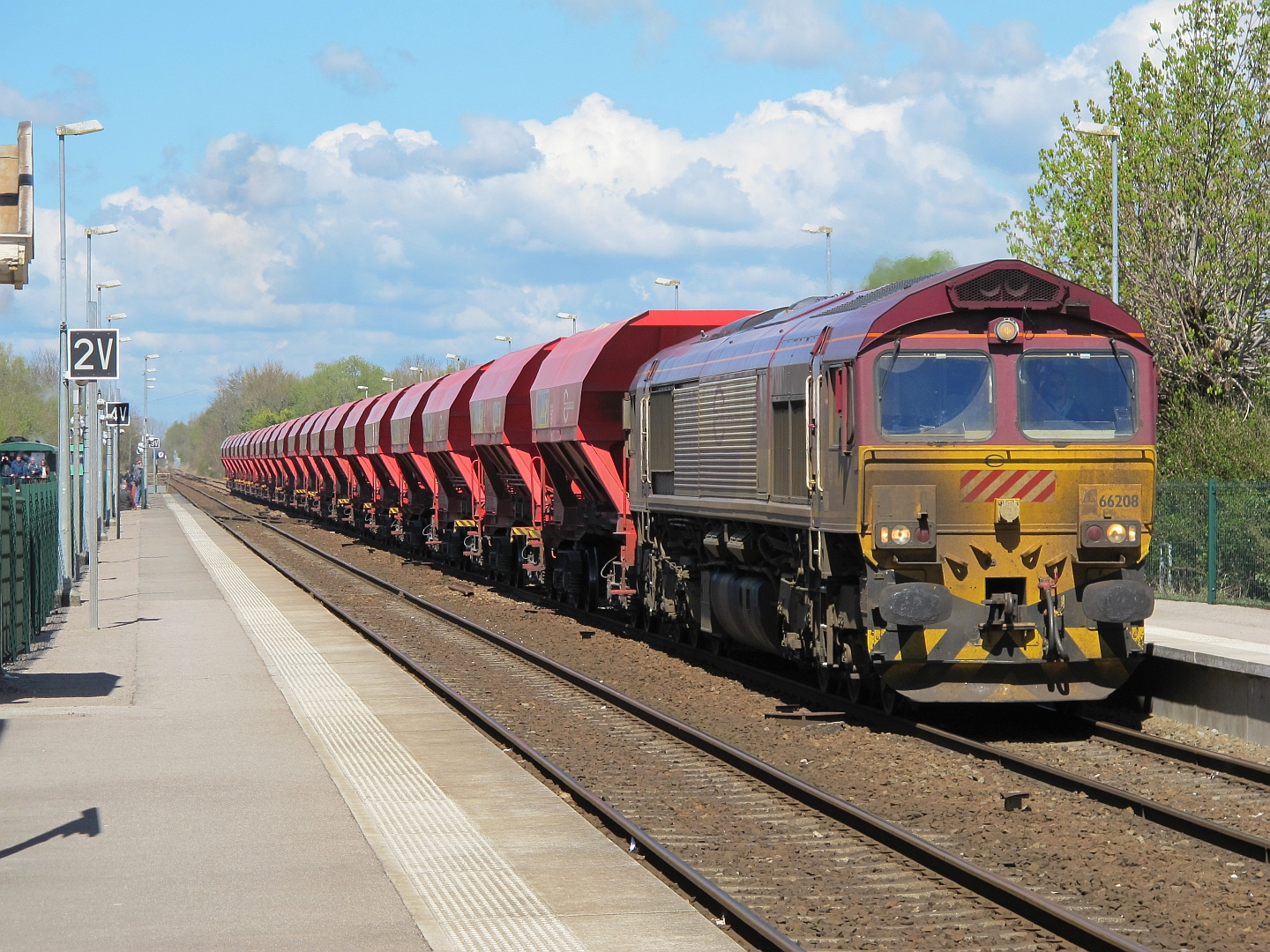
Passage d'un train de fret d'Euro Cargo Rail.

Établie à 7 mètres d'altitude, la gare de Noyelles-sur-Mer est située au point kilométrique (PK) 189,006 de la ligne de Longueau à Boulogne-Ville, entre les gares ouvertes d'Abbeville et de Rue (s'intercalent, côté Abbeville, la gare fermée de Port-le-Grand, et, côté Boulogne, celle également fermée de Ponthoile-Romaine).
C'est aussi une gare d'échange et de rebroussement des deux lignes du chemin de fer touristique du CFBS, qui dispose de deux quais.
Sur le quai en direction de Boulogne-Ville, l'électrosémaphore Lartigue Nord, dont le mécanisme assurait la sécurité des circulations jusqu'en décembre 2011, a été préservé.

## Histoire

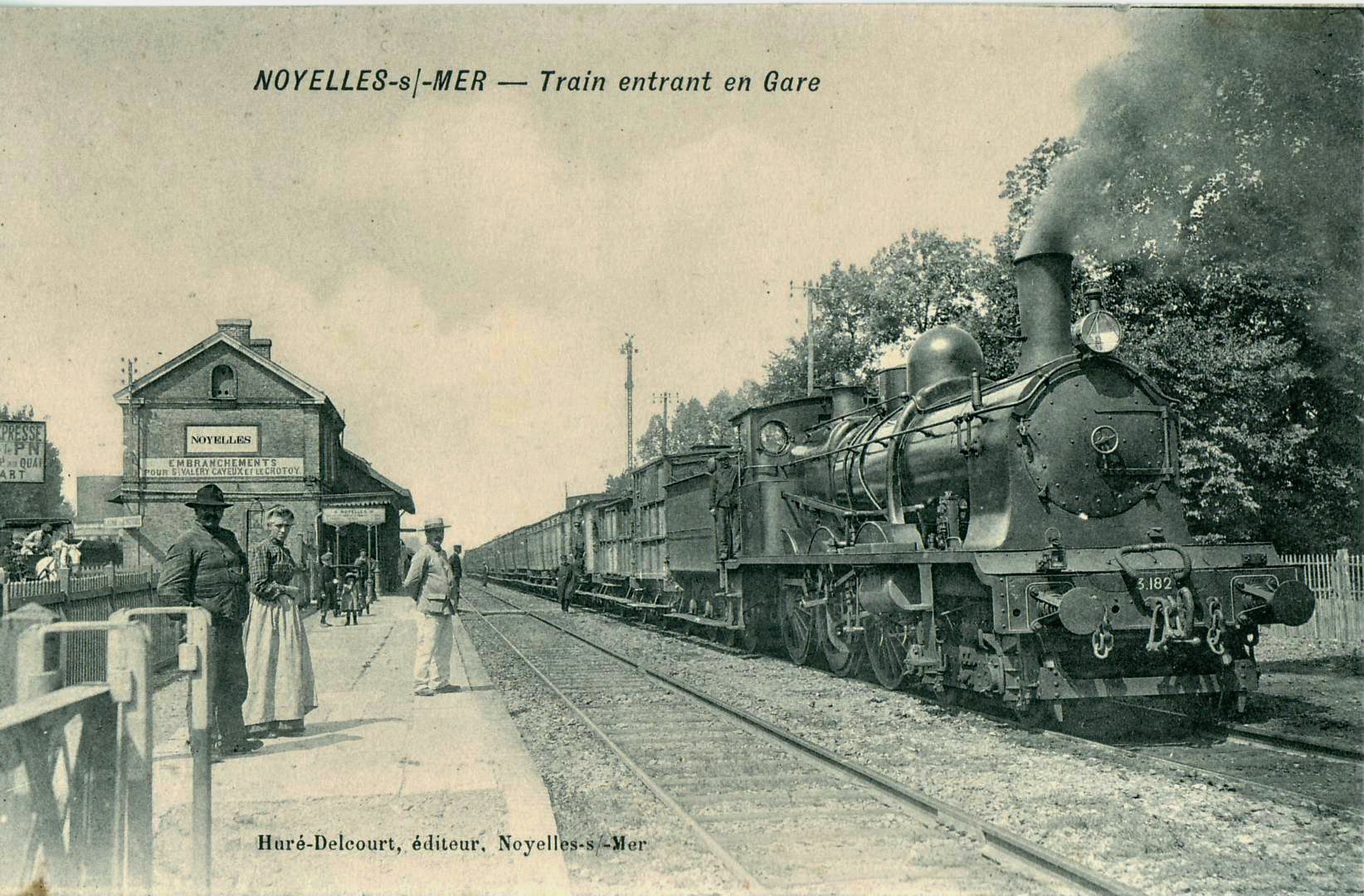
Gare et passage d'une locomotive 230 Nord, au début des années 1900.

La « station de Noyelles » est mise en service le 21 décembre 1847, par la Compagnie du chemin de fer d'Amiens à Boulogne, lorsqu'elle ouvre à l'exploitation la section d'Abbeville à Neufchâtel, en prolongement de la première section d'Amiens à Abbeville, de sa ligne d'Amiens à Boulogne, qu'elle ouvre dans sa totalité le 17 avril 1848.
En 1851, elle devient une gare de la Compagnie des chemins de fer du Nord, lorsque celle-ci accepte une fusion-absorption avec la compagnie primitive qui ne peut résister à la concurrence de sa grande rivale.
Noyelles devient une gare de bifurcation le 5 juin 1858 lors de l'ouverture, par la Compagnie du Nord, de la ligne de Noyelles à Saint-Valery, embranchement à voie normale créé pour la desserte du port de Saint-Valery-sur-Somme, grâce à son prolongement jusque sur le quai.
Plus tard, le département de la Somme décide la création d'un réseau de chemin de fer, complémentaire au réseau d'intérêt général de la Compagnie du Nord. La loi du 17 janvier 1885 déclare l'utilité publique du réseau d'intérêt local de la Somme.

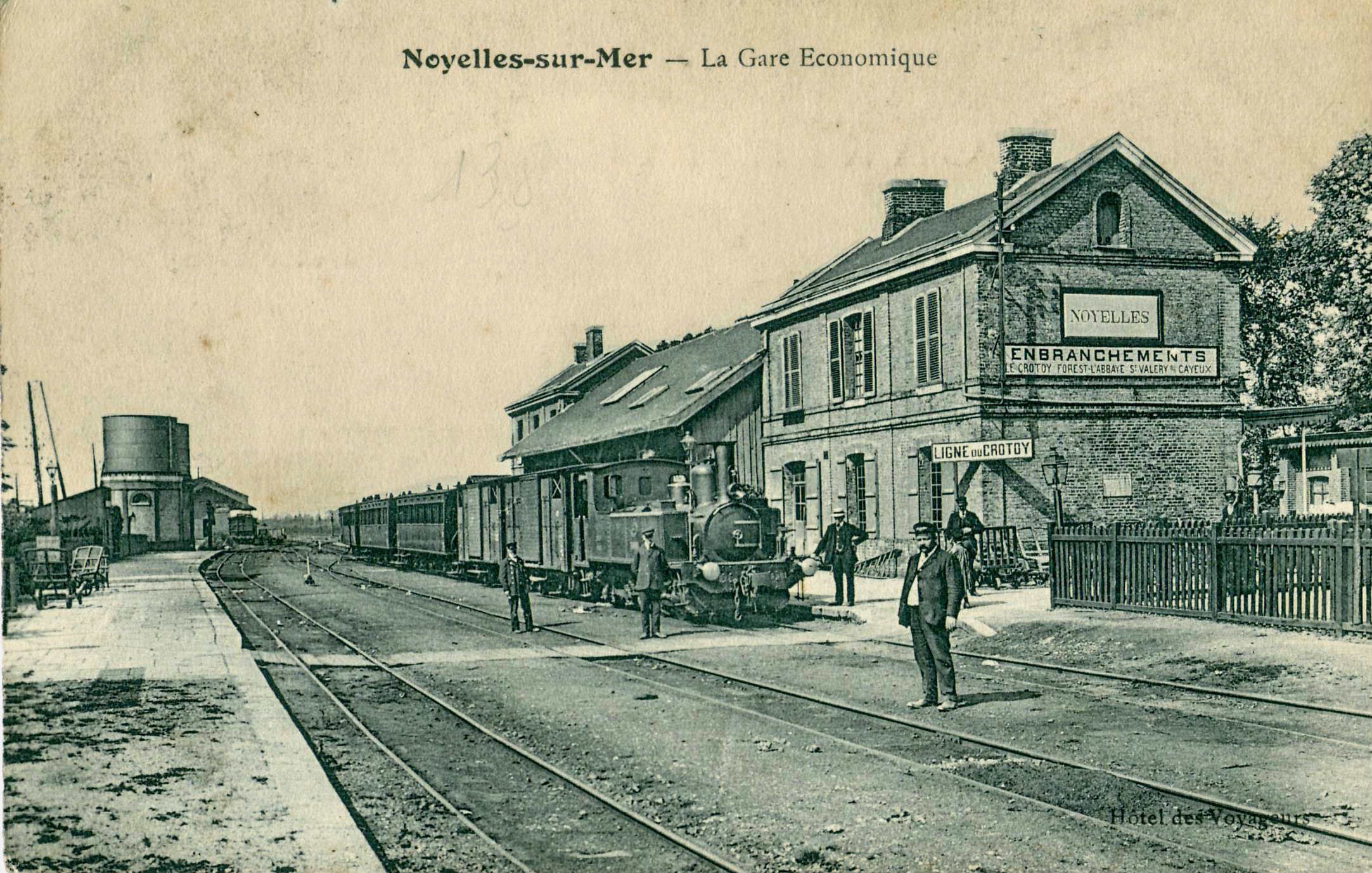
Les installations de la gare du chemin de fer économique, vers 1900.

Le département en confie l'exploitation à la Société générale des chemins de fer économiques. Dans ce cadre ouvrent, en 1887, les lignes à voie métrique de Noyelles à Saint-Valery (s'insérant, grâce à un double écartement, entre les rails de la ligne de la Compagnie du Nord) et de Noyelles au Crotoy.
En 1892, le réseau au départ de Noyelles est complété avec l'ouverture de l'embranchement vers Forest-l'Abbaye et l'équipement, avec quatre rails, de la voie sur le quai du port de Saint-Valery, afin de pouvoir y faire circuler les trains des deux exploitations. Le bâtiment voyageurs de Noyelles, disposé entre la ligne à voie étroite et celle à voie normale, est commun aux deux compagnies.
Compte tenu des évolutions du milieu rural, de la croissance de la motorisation individuelle et du transport de marchandises par camions, l'exploitation du réseau secondaire devint plus difficile durant l'entre-deux-guerres, et sa suppression progressive commença dès 1945. Le service voyageurs cessa sur l'embranchement de Forest-l'Abbaye en 1951, et son exploitation betteravière en 1965.
Les lignes desservant les communes balnéaires résistèrent plus longtemps, mais leur exploitation cessa le 31 décembre 1969 pour la ligne de Noyelles au Crotoy et le 31 décembre 1972 pour la ligne de Saint-Valery à Cayeux. La SNCF reprend l'exploitation marchandises de la ligne de Noyelles au port de Saint-Valery du 31 décembre 1972 à sa fermeture définitive, le 6 février 1989.
Après déclassement du réseau d'intérêt général et rachat par le département de la Somme, les lignes du réseau des Bains de Mer sont désormais exploitées par l'association du Chemin de fer de la baie de Somme (CFBS) qui les ont transformé en chemin de fer touristique. Les premières circulations de ce type ont eu lieu en 1971 (ligne du Crotoy) et 1973 (ligne de Cayeux).
Selon les estimations de la SNCF, la fréquentation annuelle de cette gare (hors CFBS) s'élève à 128 893 voyageurs en 2023, contre 78 623 en 2019.

## Service des voyageurs

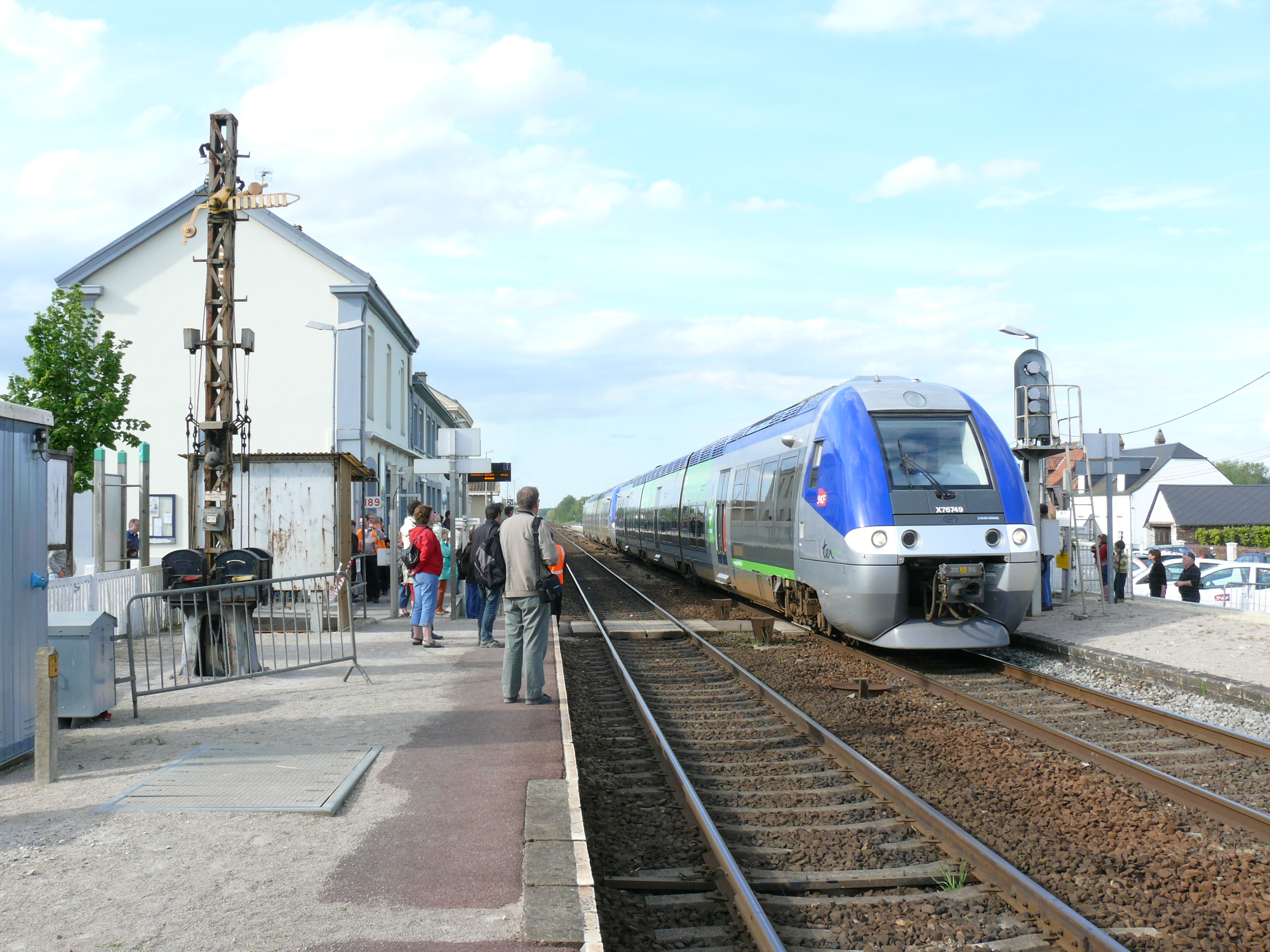
TER en gare.

### Accueil
Gare de la SNCF, elle dispose d'un bâtiment voyageurs, avec guichet, ouvert tous les jours. Elle est équipée d'automates pour l'achat de titres de transport.

### Desserte
Noyelles-sur-Mer est desservie par des trains TER Hauts-de-France, qui effectuent des missions entre les gares de Paris-Nord, ou d'Amiens, et de Boulogne-Ville, ou de Calais-Ville, mais également entre Laon et Calais-Ville en été.

### Intermodalité
Un parking est aménagé à ses abords.
En outre, la gare est desservie par les lignes 706 et 709 du réseau interurbain Trans'80.

## Patrimoine ferroviaire
Le bâtiment voyageurs présentait autrefois une disposition particulière, avec deux corps de logis en briques, de facture similaire, encadrant une aile basse, plus large, réalisée en bois. Les deux façades latérales donnaient chacune sur un quai, avec une marquise attachée à l'un des bâtiments en dur et un préau aménagé dans l'édifice en bois.
Au milieu du XXe siècle, la partie centrale a été démolie, au profit d'une construction en dur avec un étage supérieur. Les deux pavillons extrêmes ont été conservés — leur aspect évoque les autres gares de la ligne, avec une façade rythmée par quatre pilastres et trois travées — et la façade a été couverte d'enduit.

## Gare d'échanges

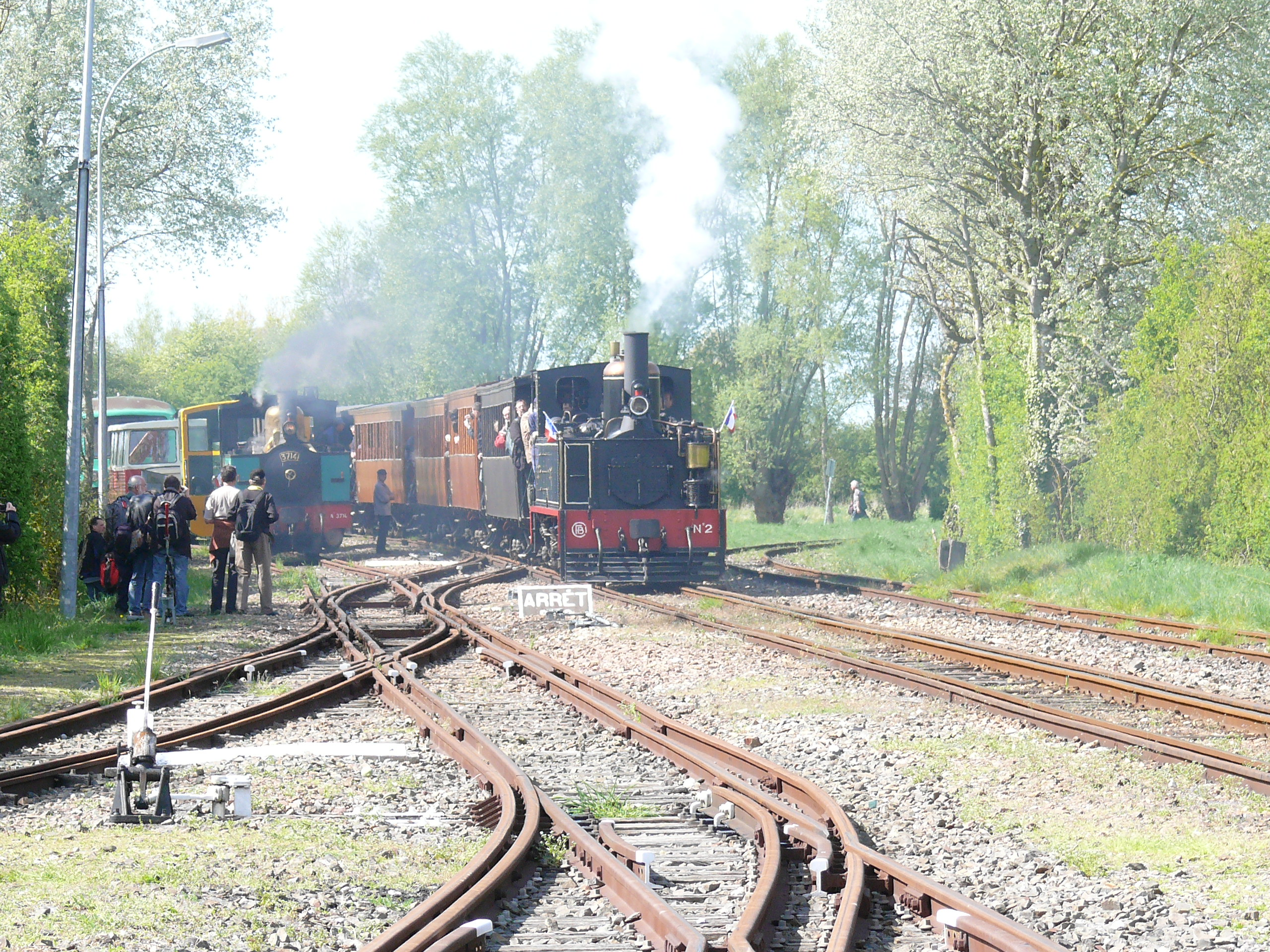
Avant-gare de Noyelles-sur-Mer, avec ses voies à double écartement.

La gare dispose de voies permettant les manœuvres de rebroussement des deux lignes du chemin de fer touristique du CFBS, Noyelles-sur-Mer – Le Crotoy et Noyelles-sur-Mer – Saint-Valery-sur-Somme et Cayeux-sur-Mer.
L'avant-gare de Noyelles-sur-Mer comprend des voies à double écartement et des voies métriques. Sur la photo ci-contre on peut voir les voies marchandises des installations de transbordement entre le « grand réseau » et le réseau secondaire, à droite, qui se réunissent en deux voies de service et une voie de tiroir occupée par la locomotive 031 Buffaud Robatel no 3714, la voie à double écartement avec la rame provenant de Saint-Valery tractée par la 130 Cail no 2 et la voie vers Le Crotoy.
Les installations marchandises d'échange entre les deux réseaux subsistent, y compris les voies de transbordement dénivelées entre la voie métrique du CFBS et la voie normale de la SNCF, qui ne sont plus trop utilisées, si ce n'est à l'occasion des Fêtes de la Vapeur organisées tous les trois ans par le CFBS. À cette occasion, la gare accueille de nombreuses locomotives à vapeur et matériels historiques, qu'ils soient à voie métrique ou à voie normale.
Le parking a été réalisé à l'emplacement des anciens quais de la ligne à voie étroite. Seule une voie en tiroir, dotée d'une plaque tournante, rappelle la vocation ferroviaire de ce terrain.

### Desserte par les trains touristiques du CFBS
Au départ de la gare de Noyelles-sur-Mer, le Chemin de fer de la baie de Somme propose des circulations régulières, pendant la saison, ou ponctuelles, toute l'année : de Noyelles-sur-Mer à Saint-Valery-sur-Somme et au Crotoy.

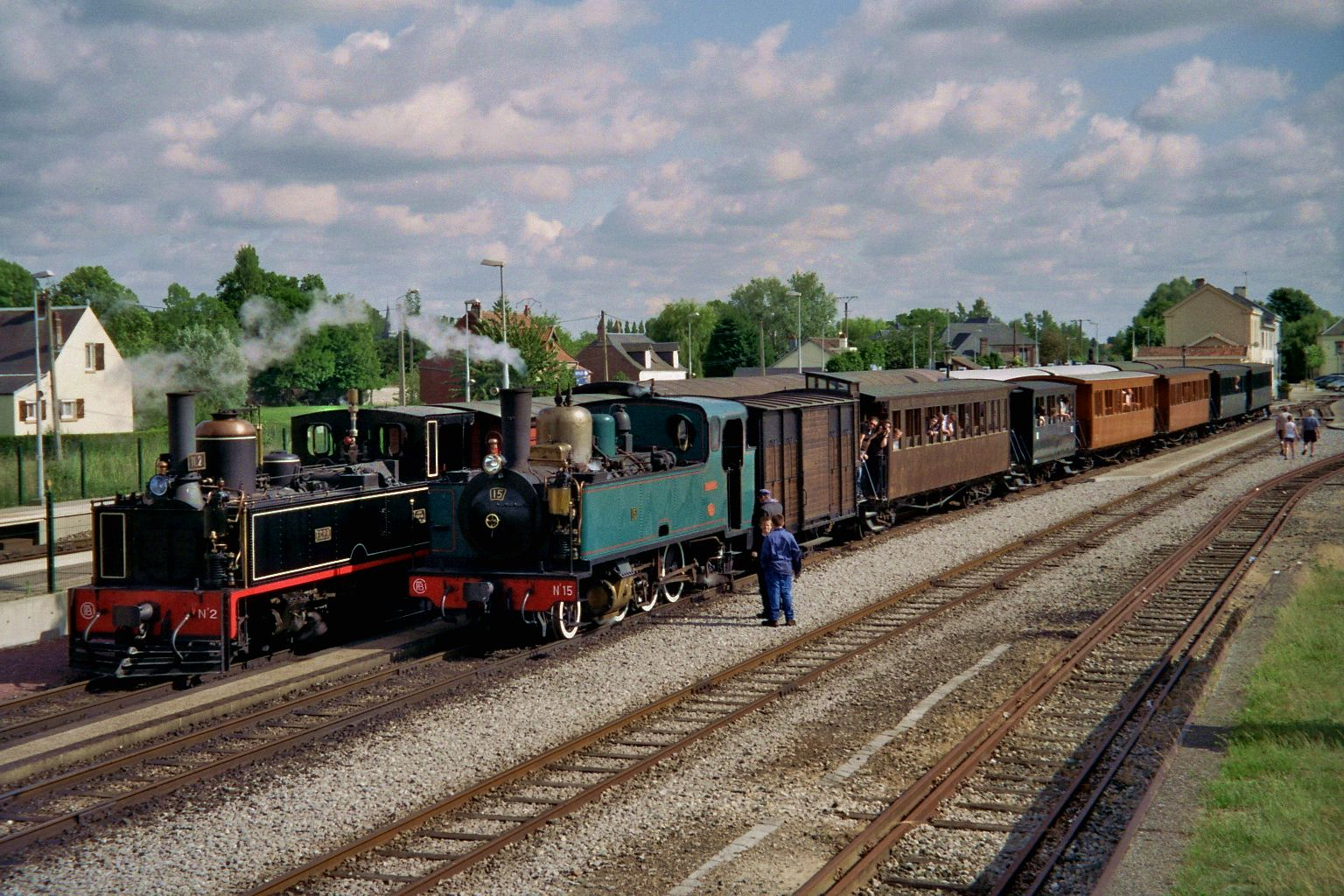
Deux trains du CFBS, au départ.
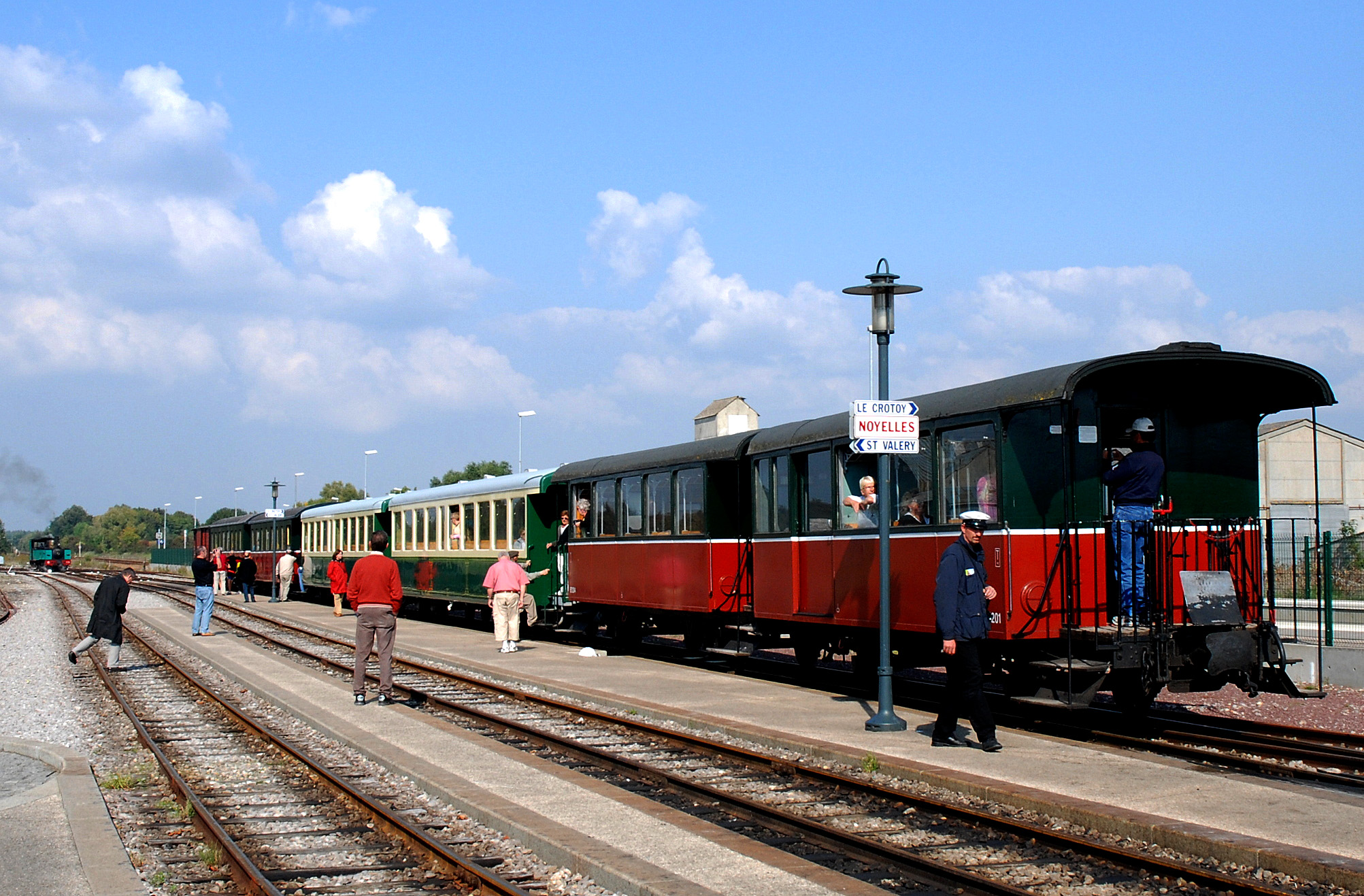
Quais et train du CFBS.
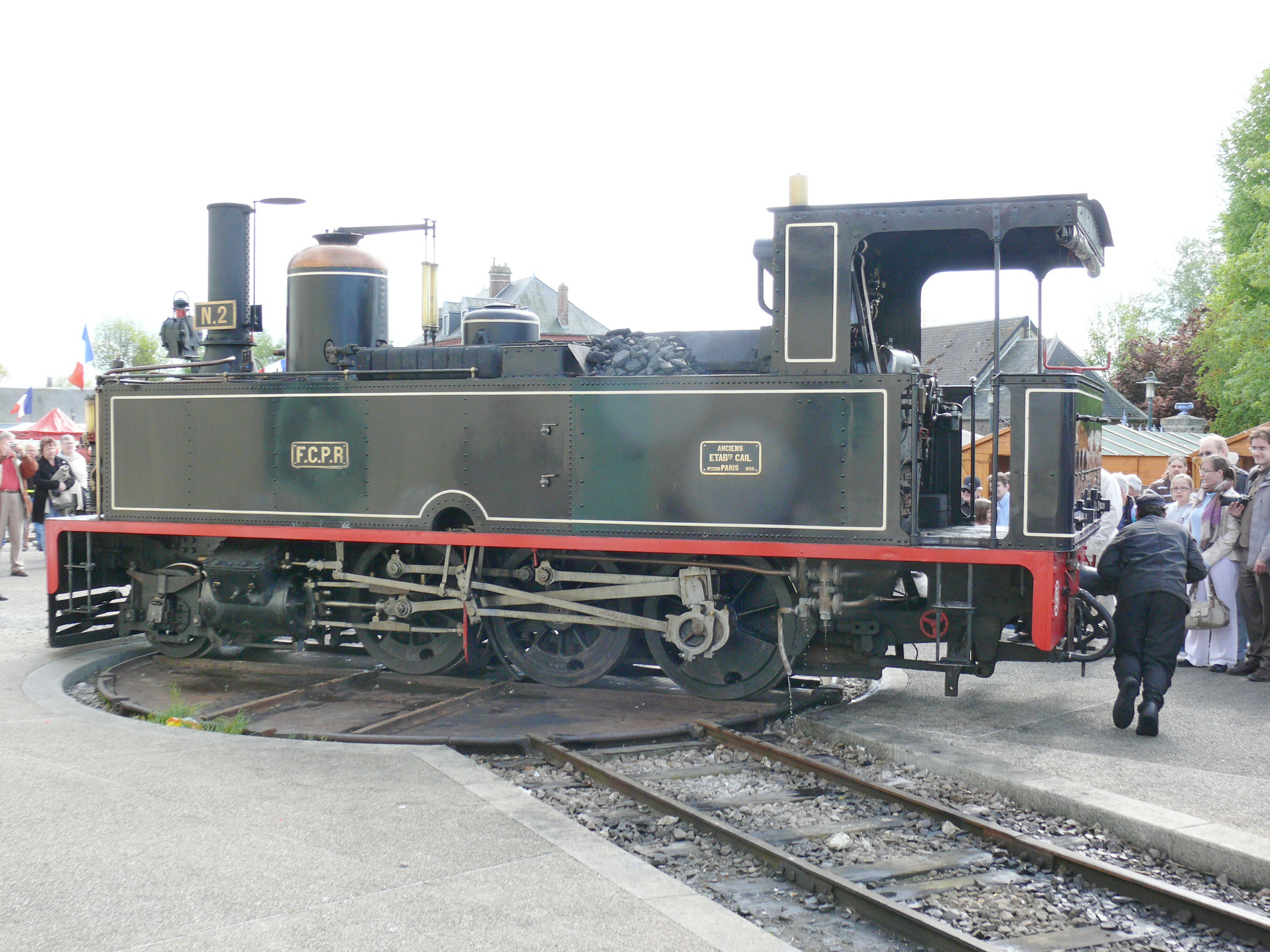
Plaque tournante et locomotive 130T Cail.
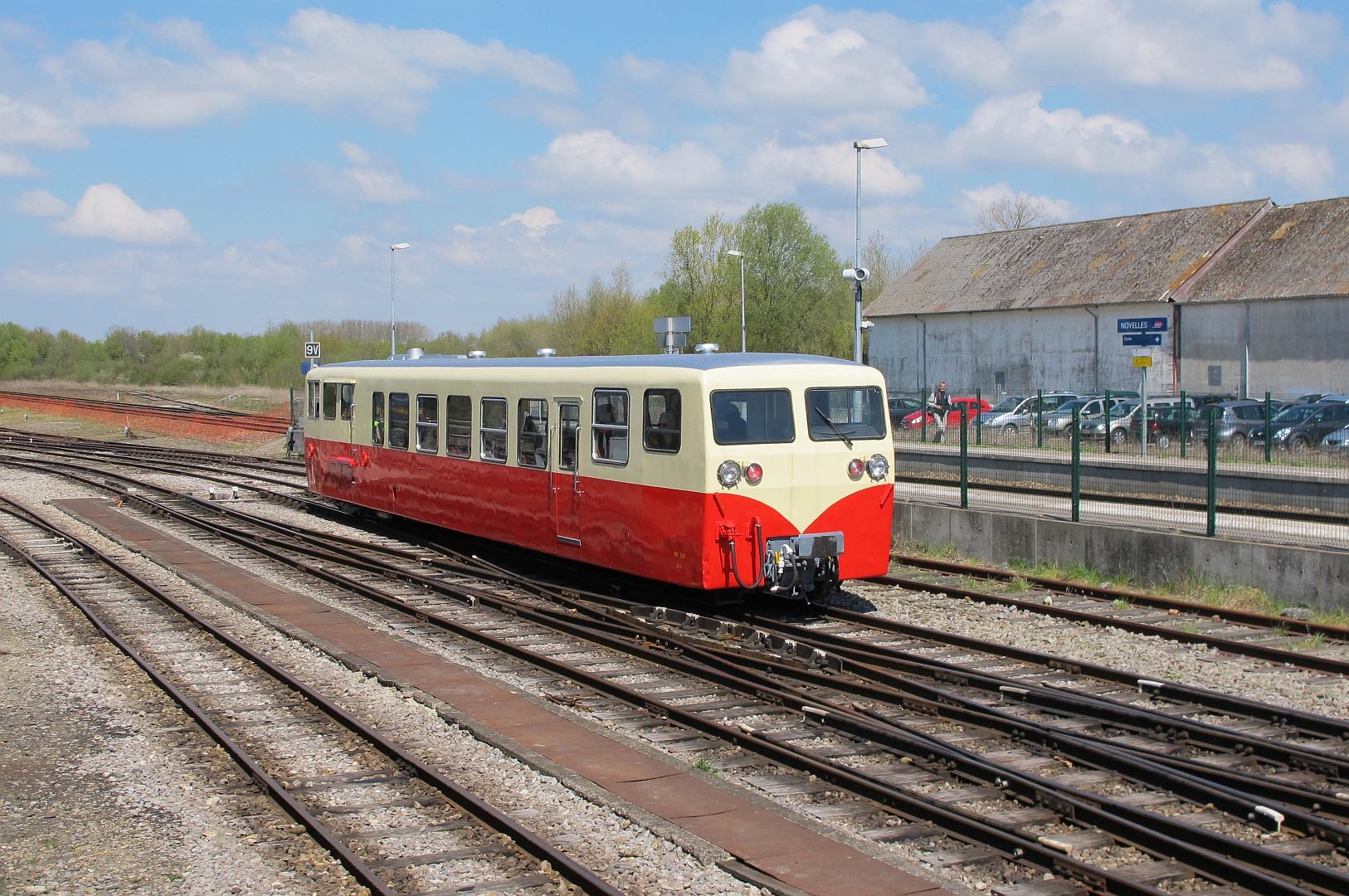
L'autorail X 212 quittant la gare.
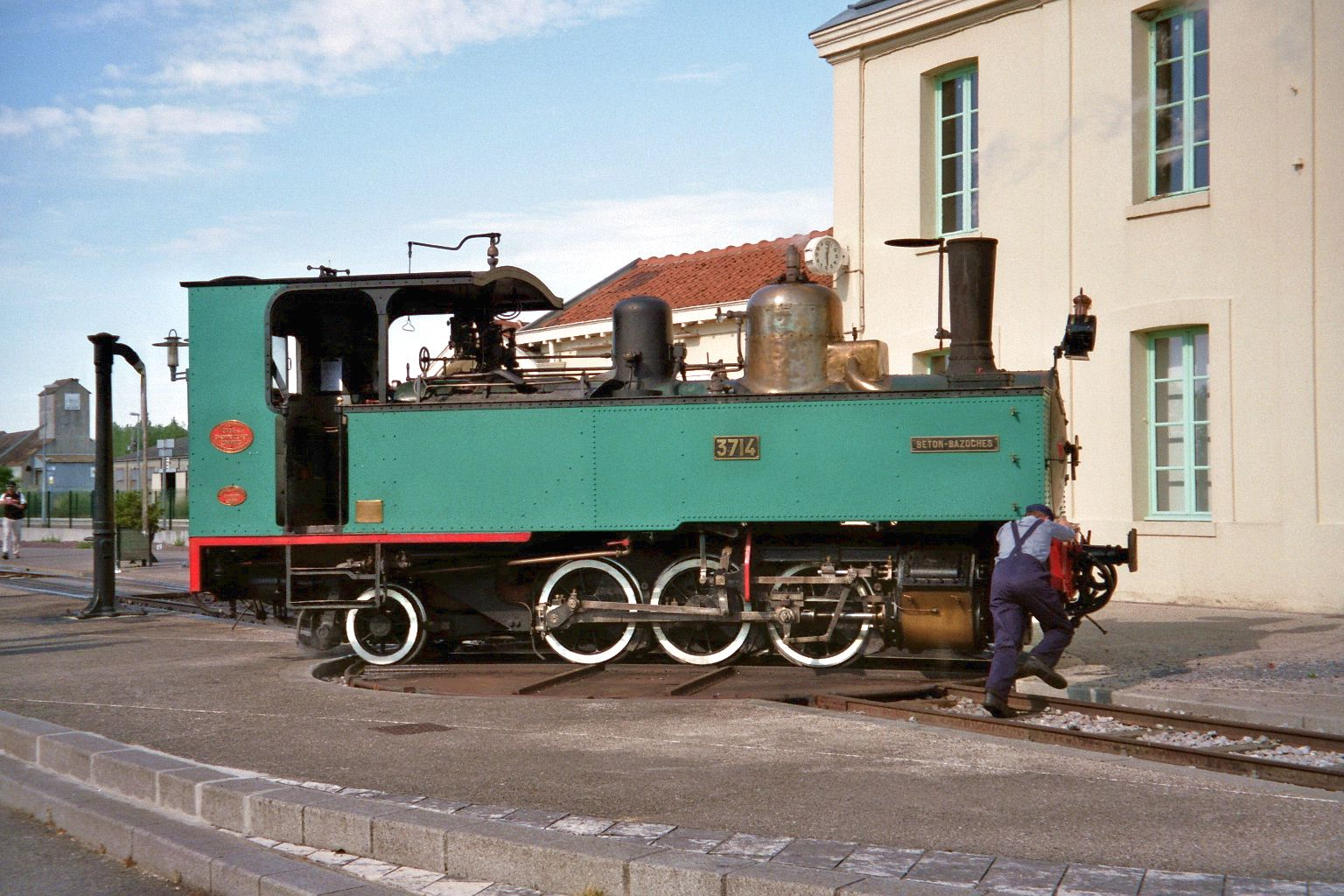
Plaque tournante et locomotive 031T Buffaud-Robatel.